# Марчиньский, Альберт
А́льберт Марчи́ньский или Марчи́нский (англ. Albert Marchinski; 1876—1930) — английский иллюзионист польско-еврейского происхождения, который выдавал себя за «провидца с Востока».
Родился в 1875 году в местечке Осенцины (Варшавская губерния Российской империи), в семье Фавиша и Евы Марчинских. Выступал в Великобритании, Соединенных Штатах, Южной Африке (в том числе перед королевским семейством) под псевдонимом «Великий Рамзес». Его представления на фоне древнеегипетских декораций были одними из самых масштабных в Британской империи. Кульминацией красочного шоу Марчиньского был трюк под названием «Огненная богиня», в ходе которого создавалась иллюзия кремации и воскрешения ассистентки иллюзиониста. Во время Первой мировой войны выступал вместе с Джоном Маскелайном.
Умер в 1930 году в Саутенд-он-Си.